# Доржсуренгійн Сум'яа
Доржсуренгійн Сум'яа (монг. Доржсүрэнгийн Сумъяа; нар. 24 лютого 1992, Баруунтуруун, Монголія) — монгольська дзюдоїстка, срібна призерка Олімпійських ігор 2016 року, призерка чемпіонату світу.

## Виступи на Олімпіадах
| Олімпіада   | Дисципліна | Місце |
| ----------- | ---------- | ----- |
| Лондон 2012 | До 57 кг   | 17=   |
| Ріо 2016    | До 57 кг   | 2     |